# Мускари армянский
Гадю́чий лук армянский, или Мыши́ный гиаци́нт армянский, или Мускари армянский (лат. Muscari armeniacum) — вид луковичных растений рода Гадючий лук (Muscari) семейства Спаржевые (Asparagaceae).
Местное название — арм. Պապլոր հայկական. Этот вид известен также под именем мускари колхидский (лат. Muscari colchicum) и мускари Шовича (лат. Muscari szovitsianum).

## Ареал
Растет на равнинах, каменистых и травянистых склонах нижнего и среднего горных ярусов Кавказа, Северо-Западной Турции, Болгарии, Югославии и Греции. В качестве заносного распространился по всей Центральной Европе, в Великобритании, на юге Австралии и на Тасмании, в Новой Зеландии, в штате Огайо США и в провинции Онтарио Канады.

## Ботаническое описание

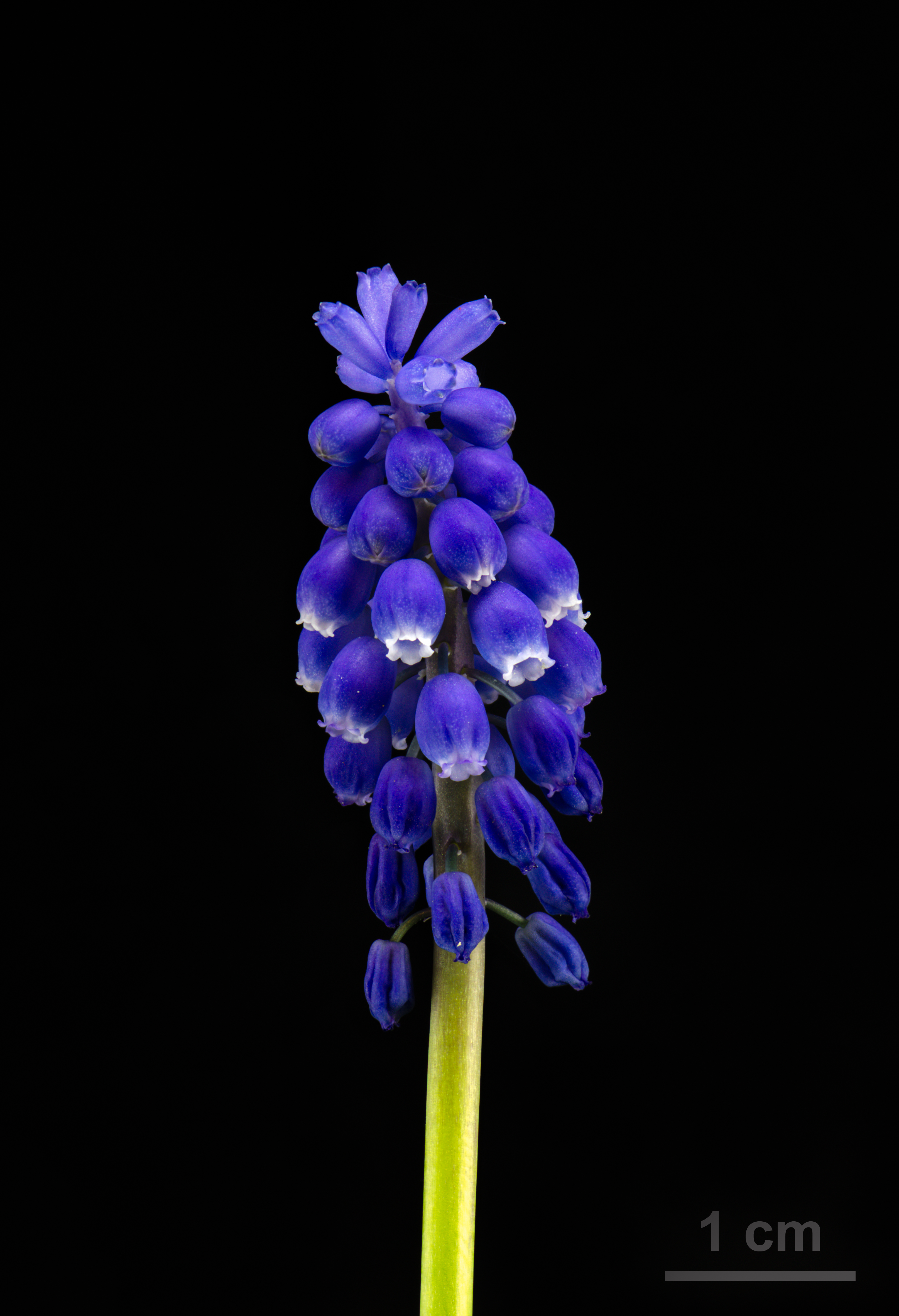
Соцветие

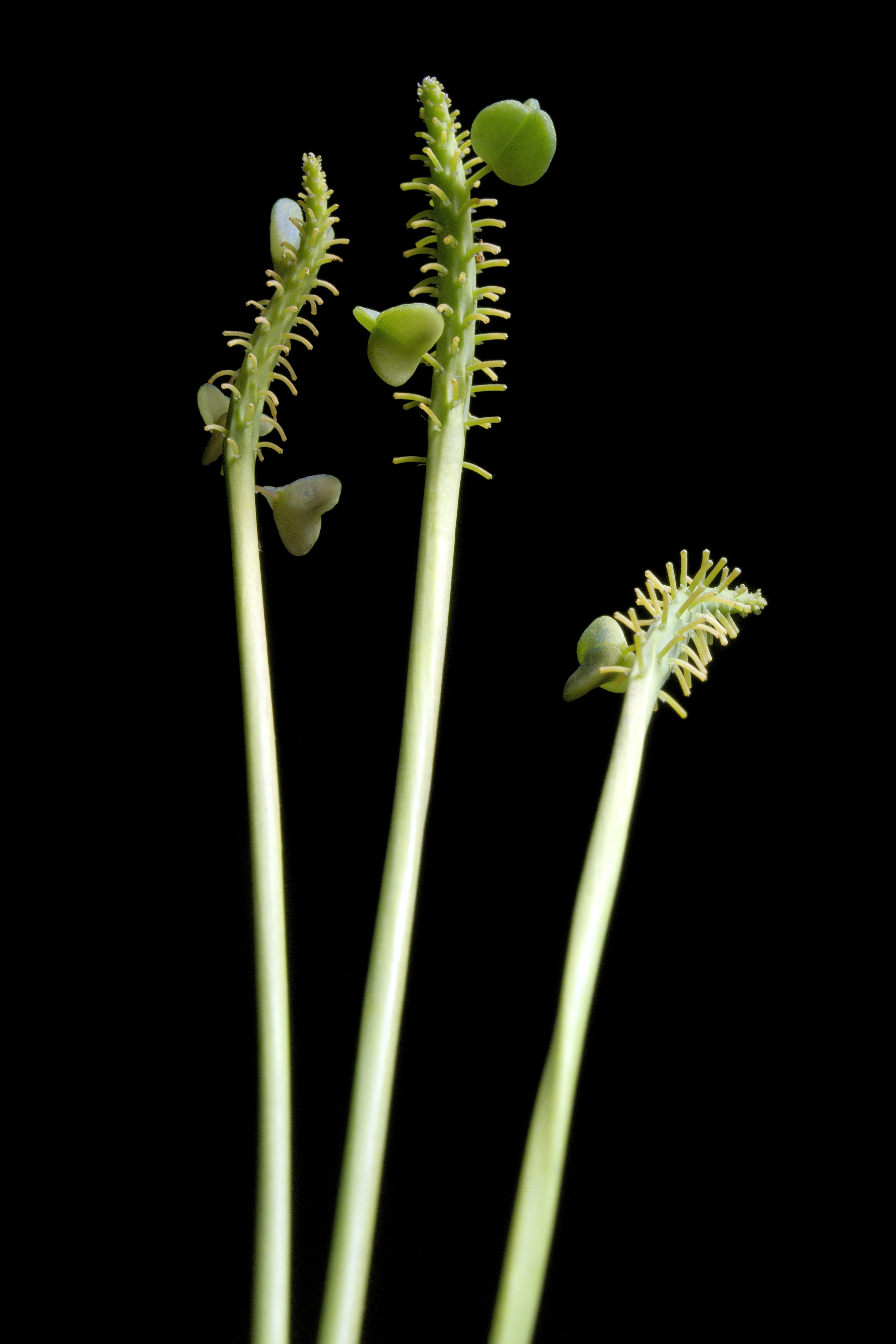
Цветоносы с плодами

Луковичный травянистый многолетник. Высота во время цветения достигает 10—15 (до 20) см. Луковица яйцевидная, покрытая темно-серыми влагалищами. Листья узколинейные, толстоватые, с сизым оттенком, на концах дуговидно изогнуты, повислые, не длиннее соцветия, в количестве 2—4. Цветки собраны в густую, продолговато-овальную кисть длиной до 3,5 см. Околоцветник простой, сростнолепестный, почти шаровидный, до 5 мм длиной. Плодущие цветки на коротких цветоножках с кувшинчатым светло-синим или голубым околоцветником, реже белые, на верхушке с отогнутыми белыми зубчиками. Стерильные цветки сидящие, более светлые. Плод — коробочка 3—4 мм длиной.
Эфемероид. Цветёт в марте — июне, срок цветения составляет около 20—25 дней. 

## Культивирование
Теневыносливое и светолюбивое растение, предпочитает умеренное увлажнение.
Размножают дочерними луковичками и семенами. В последнем случае растения зацветают на третий год после посева. Дочерние луковички высаживают на глубину 4—8 см, пересадку растений проводят раз в 5—7 лет.

## Популярные сорта или разновидности
- Muscari armeniacum f. alba — цветки белые,
- Muscari armeniacum 'Cantab' — цветки ярко-голубые,

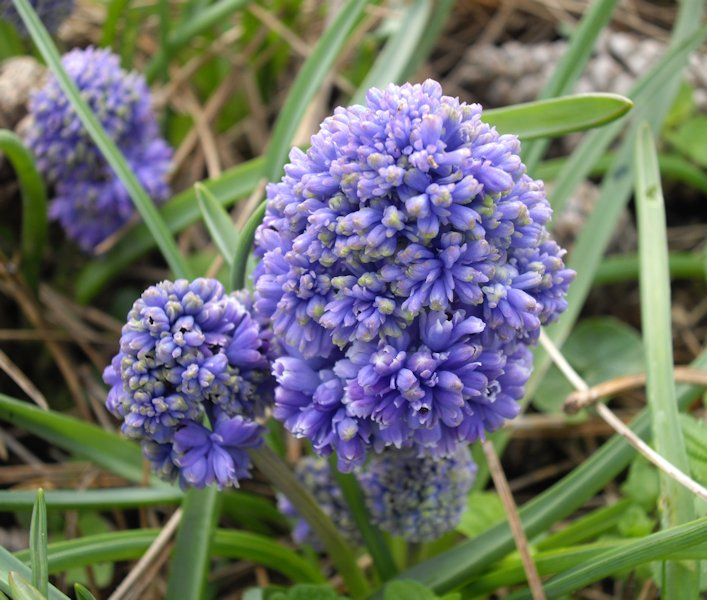
Соцветия сорта Blue Spike

- Muscari armeniacum 'Christmas Pearl' — цветки фиолетово-синие,
- Muscari armeniacum 'Fantasy Creation' — цветки сине-зелёные с плавным переходом от одного цвета к другому[5].
- Muscari armeniacum 'Sapphire' — цветки тёмно-синие, стерильные,
- Muscari armeniacum 'Blue Spike' — цветки синие[6].

## Синонимы
В синонимику вида входят следующие названия:
- Bellevalia aperta (Freyn & Conrath) Grossh.
- Botryanthus micranthus Baker
- Botryanthus szovitsianus Baker
- Muscari alexandrae A.P.Khokhr.
- Muscari apertum Freyn & Conrath
- Muscari argaei auct.
- Muscari colchicum Grossh.
- Muscari concinnum Baker
- Muscari conicum Baker
- Muscari cyaneoviolaceum Turrill
- Muscari elegantulum Schchian
- Muscari maweanum Baker
- Muscari micranthum Baker
- Muscari pauperulum Stapf
- Muscari pendulum Trautv.
- Muscari polyanthum Boiss.
- Muscari pyramidatum Velen.
- Muscari schliemannii Freyn & Asch.
- Muscari sosnovskyi Schchian
- Muscari szovitsianum Baker
- Muscari woronowii Tron & Losinsk.
- Pseudomuscari apertum (Freyn & Conrath) Garbari